# 北勢町
北勢町是過去曾經位於日本三重縣北部的行政區劃，已於2003年12月1日與同屬員辨郡的員辨町、大安町、藤原町合併為員辨市。
其轄區跨越了員辨川，東側以養老山地與岐阜縣相鄰，西側以鈴鹿山脈與滋賀縣相接。

## 歷史
過去在令制國時代屬於伊勢國員辨郡，在16世紀戰國時代初期，此區域由眾多被統稱為北勢四十八家的小勢力的豪族們所掌控；17世紀進入江戶時代後成為桑名藩領地。19世紀末明治維新後先後改隸屬度會縣和桑名縣；1872年的第一次府縣整併後，全數區域被整併至安濃津縣，不過僅安濃津縣在三個多月後被更名為三重縣。
1889年日本實施町村制，北勢町的轄區在當時分屬治田村、十社村、阿下喜村、山鄉村共四個行政區劃；其中的阿下喜村1929年升格改制為阿下喜町，1955年4月位於員辨川北岸的阿下喜町與十社村、山鄉村合併為北勢町，同年8月位於員辨川南岸的治田村也接著併入北勢町。
2000年代日本啟動平成大合併，北勢町與大安町、藤原町、員辨町於2003年合併為員辨市。

### 變遷表
| 1889年4月1日 | 1889年 - 1912年           | 1912年 - 1944年              | 1945年 - 1954年               | 1955年 - 1989年            | 1955年 - 1989年            | 1989年 - 現在              | 現在                       |
| ------------ | ------------------------- | ---------------------------- | ----------------------------- | -------------------------- | -------------------------- | -------------------------- | -------------------------- |
| 梅戶井村     | 梅戶井村                  | 梅戶井村                     | 1954年10月28日 改制為梅戶井町 | 1959年4月20日 合併為大安町 | 1963年4月1日 合併為大安町  | 2003年12月1日 合併為員辨市 | 2003年12月1日 合併為員辨市 |
| 三里村       |                           |                              |                               | 1959年4月20日 合併為大安町 | 1963年4月1日 合併為大安町  | 2003年12月1日 合併為員辨市 | 2003年12月1日 合併為員辨市 |
| 南石加村     | 1907年4月1日 合併為石榑村 | 1907年4月1日 合併為石榑村    | 1907年4月1日 合併為石榑村     | 1956年9月30日 合併為石加村 | 1963年4月1日 合併為大安町  | 2003年12月1日 合併為員辨市 | 2003年12月1日 合併為員辨市 |
| 北石加村     | 1907年4月1日 合併為石榑村 | 1907年4月1日 合併為石榑村    | 1907年4月1日 合併為石榑村     | 1956年9月30日 合併為石加村 | 1963年4月1日 合併為大安町  | 2003年12月1日 合併為員辨市 | 2003年12月1日 合併為員辨市 |
| 丹生川村     |                           |                              |                               | 1956年9月30日 合併為石加村 | 1963年4月1日 合併為大安町  | 2003年12月1日 合併為員辨市 | 2003年12月1日 合併為員辨市 |
| 東藤原村     | 東藤原村                  | 東藤原村                     | 東藤原村                      | 1955年4月3日 合併為藤原村  | 1967年4月1日 改制為藤原町  | 2003年12月1日 合併為員辨市 | 2003年12月1日 合併為員辨市 |
| 西藤原村     |                           |                              |                               | 1955年4月3日 合併為藤原村  | 1967年4月1日 改制為藤原町  | 2003年12月1日 合併為員辨市 | 2003年12月1日 合併為員辨市 |
| 白瀨村       |                           |                              |                               | 1955年4月3日 合併為藤原村  | 1967年4月1日 改制為藤原町  | 2003年12月1日 合併為員辨市 | 2003年12月1日 合併為員辨市 |
| 立田村       |                           |                              |                               | 1955年4月3日 合併為藤原村  | 1967年4月1日 改制為藤原町  | 2003年12月1日 合併為員辨市 | 2003年12月1日 合併為員辨市 |
| 中里村       |                           |                              |                               | 1955年4月3日 合併為藤原村  | 1967年4月1日 改制為藤原町  | 2003年12月1日 合併為員辨市 | 2003年12月1日 合併為員辨市 |
| 治田村       | 治田村                    | 治田村                       | 治田村                        | 1955年8月1日 併入北勢町    | 北勢町                     | 2003年12月1日 合併為員辨市 | 2003年12月1日 合併為員辨市 |
| 十社村       | 十社村                    | 十社村                       | 十社村                        | 1955年4月1日 合併為北勢町  | 北勢町                     | 2003年12月1日 合併為員辨市 | 2003年12月1日 合併為員辨市 |
| 阿下喜村     | 阿下喜村                  | 1929年3月10日 改制為阿下喜町 | 1929年3月10日 改制為阿下喜町  | 1955年4月1日 合併為北勢町  | 北勢町                     | 2003年12月1日 合併為員辨市 | 2003年12月1日 合併為員辨市 |
| 山鄉村       |                           |                              |                               | 1955年4月1日 合併為北勢町  | 北勢町                     | 2003年12月1日 合併為員辨市 | 2003年12月1日 合併為員辨市 |
| 笠田村       | 笠田村                    | 1941年2月11日 合併為員辨町   | 1941年2月11日 合併為員辨町    | 1941年2月11日 合併為員辨町 | 1941年2月11日 合併為員辨町 | 2003年12月1日 合併為員辨市 | 2003年12月1日 合併為員辨市 |
| 大泉原村     |                           | 1941年2月11日 合併為員辨町   | 1941年2月11日 合併為員辨町    | 1941年2月11日 合併為員辨町 | 1941年2月11日 合併為員辨町 | 2003年12月1日 合併為員辨市 | 2003年12月1日 合併為員辨市 |
| 大泉村       |                           | 1941年2月11日 合併為員辨町   | 1941年2月11日 合併為員辨町    | 1941年2月11日 合併為員辨町 | 1941年2月11日 合併為員辨町 | 2003年12月1日 合併為員辨市 | 2003年12月1日 合併為員辨市 |

## 交通
轄內內有兩條鐵路北勢線和三岐線，分別自桑名市和四日市市沿著員辨川的北側和南側進入轄內，但兩條鐵路路線並未有交會，無法相互換乘。

### 鐵路
- 三岐鐵道
  - 北勢線：（←員辨町（日语：員弁町）） - 麻生田車站 - 六石車站 - 阿下喜車站
  - 三岐線：（←大安町（日语：大安町）） - 伊勢治田車站 - （藤原町）